# Isopsera bicuspidota
Isopsera bicuspidota är en insektsart som beskrevs av Yang, Chikun och Kang 1990. Isopsera bicuspidota ingår i släktet Isopsera och familjen vårtbitare. Inga underarter finns listade i Catalogue of Life.